# Frank Terletzki
Frank Terletzki (* 5. srpna 1950, Východní Berlín) je bývalý východoněmecký fotbalista, záložník. Po skončení aktivní kariéry působil jako trenér.

## Fotbalová kariéra
Ve východoněmecké oberlize hrál za Berliner FC Dynamo. Nastoupil ve 373 ligových utkáních a dal 91 gólů. S Berliner FC Dynamo získal osmkrát mistrovský titul. V Poháru mistrů evropských zemí nastoupil ve 26 utkáních a dal 4 góly, v Poháru vítězů poháru nastoupil v 8 utkáních a v Poháru UEFA nastoupil v 10 utkáních a dal 1 gól. Za reprezentaci Východního Německa (NDR) nastoupil v letech 1975–1980 ve 4 utkáních a dal 1 gól. V roce 1980 byl členem stříbrného východoněmeckého týmu na LOH 1980 v Moskvě, nastoupil ve 6 utkáních a dal 3 góly.

## Ligová bilance
| Ročník           | Zápasy | Góly | Klub                  |
| ---------------- | ------ | ---- | --------------------- |
| II. liga 1968/69 | 2      | 0    | Berliner FC Dynamo II |
| II. liga 1969/70 | 16     | 3    | Berliner FC Dynamo II |
| I. liga 1969/70  | 5      | 0    | Berliner FC Dynamo    |
| I. liga 1970/71  | 8      | 0    | Berliner FC Dynamo    |
| II. liga 1970/71 | 22     | 3    | Berliner FC Dynamo II |
| I. liga 1971/72  | 25     | 8    | Berliner FC Dynamo    |
| I. liga 1972/73  | 24     | 6    | Berliner FC Dynamo    |
| I. liga 1973/74  | 22     | 5    | Berliner FC Dynamo    |
| I. liga 1974/75  | 26     | 7    | Berliner FC Dynamo    |
| I. liga 1975/76  | 25     | 10   | Berliner FC Dynamo    |
| I. liga 1976/77  | 25     | 7    | Berliner FC Dynamo    |
| I. liga 1977/78  | 24     | 8    | Berliner FC Dynamo    |
| I. liga 1978/79  | 26     | 9    | Berliner FC Dynamo    |
| I. liga 1979/80  | 26     | 12   | Berliner FC Dynamo    |
| I. liga 1980/81  | 26     | 5    | Berliner FC Dynamo    |
| I. liga 1981/82  | 24     | 6    | Berliner FC Dynamo    |
| I. liga 1982/83  | 25     | 1    | Berliner FC Dynamo    |
| I. liga 1983/84  | 25     | 4    | Berliner FC Dynamo    |
| I. liga 1984/85  | 21     | 3    | Berliner FC Dynamo    |
| I. liga 1985/86  | 16     | 0    | Berliner FC Dynamo    |
| CELKEM I. liga   | 373    | 91   |                       |